# Drahomíra Gajdošová
Drahomíra Gajdošová (18. srpna 1919 Brno-Židenice – po roce 2008, Washington, USA) byla moravská žurnalistka, autorka knihy a povídek pro mládež.

## Život
Byla dcerou spisovatele Adolfa Gajdoše a jeho manželky Františky, rozené Slizowské (1884–1958). Měla bratry Tadeáše (1911–1973), Zbislava (1914–1986) a Kazimíra (1922–2021).
Úspěšně maturovala na 2. české reálce v Brně roku 1937, v únoru 1946 vystudovala agrární inženýrství na Vysoké škole zemědělské v Brně. Byla členkou Moravského kola spisovatelů, ze kterého byla v únoru 1948 vyloučena jeho Akčním výborem.
Podle zjištění Ladislava Soldána opustila v roce 1951 ilegálně Československo. Po pobytu v Austrálii se usadila v Oregonu (USA), kde žila s manželem a dcerou Mary (*1962, provdaná jako Mariela Flores) pod jménem Helen D. Cibulka.. Poté co ovdověla se přestěhovala do Eastsoundu ve Washingtonu. Poslední zmínky jsou z roku 2008.

## Dílo

### Deníky a časopisy
V letech 1946–1948 byla vedoucí redaktorkou sobotní kulturní přílohy  – Ženská hlídka, deníku Národní obroda Československé strany lidové. V roce 1947 zde zveřejnila své reportáže o cestě po Polsku; v Národní obrodě přispívala i do jiných rubrik (např. filmová rubrika). Recenze podepisovala šiframi Mg., G. a g.
V emigraci zveřejňovala jako D. Gajdošová-Cibulková povídky v exilovém periodiku Nový život.
- Příběh malého indiánka (1956)
- Vánoce pod Jižním křížem (1969)
- Láska k vlasti (1969)

### Knižní vydání
Jediná kniha, kterou Drahomíra Gajdošová v Československu vydala, byla pro její vykonstruovanost přijata kritikou s rozpaky. (Shovívavější byla recenze v Novém obzoru, ve kterém byla zaměstnána.)
- Stříbrný smích (pro mládež, obálka a ilustrace František Bílkovský; Brno, Brněnská tiskárna, 1946)